# Comerica Bank Challenger 1994
Il Comerica Bank Challenger 1994 è stato un torneo di tennis facente parte della categoria ATP Challenger Series nell'ambito dell'ATP Challenger Series 1994. Il torneo si è giocato a Aptos negli Stati Uniti dall'11 al 17 luglio 1994 su campi in cemento.

## Vincitori

### Singolare
Shūzō Matsuoka ha battuto in finale  Gianluca Pozzi con il punteggio di 7–5, 6–3

### Doppio
Brian MacPhie /  Alex O'Brien hanno battuto in finale  Donny Isaak /  Michael Roberts con il punteggio di 6–2, 7–6